# Marguerite Occhiena
Maman Marguerite
Marguerite Occhiena Bosco, en italien Margherita Occhiena Bosco, connue sous l'appellation « Maman Marguerite », née en 1788 et morte en 1856, est une femme piémontaise, mère de saint Jean Bosco, et coéducatrice des jeunes dont celui-ci s'occupait. Elle est reconnue vénérable depuis 2006.

## Biographie

### Enfance et jeunesse
Capriglio est situé dans la province d'Asti, en Piémont. C'est là, dans le hameau de Cecca, que naît Marguerite Occhiena, le 1er avril 1788 ; elle est baptisée le même jour.
Elle est la sixième enfant de Melchior et Domenica Occhiena ; la plupart des enfants meurent jeunes, seule une de ses sœurs atteindra l'âge adulte. Marguerite a six ans quand Bonaparte envahit la région lors de la campagne d'Italie. Elle n'est jamais allée à l'école.
Devenue une belle jeune femme, elle a des admirateurs, mais repousse leurs avances. Elle se croit obligée de rester avec ses parents pour prendre soin d'eux.

### Mariage, enfants
En 1811, aux Becchi, un groupe de petites fermes de Castelnuovo d'Asti, le fermier François Bosco perd sa femme ; leur fille est morte l'année précédente. Il est donc veuf, âgé de 27 ans, avec un jeune fils de trois ans, Antoine, traumatisé par la mort de sa mère. François Bosco vient parfois à Capriglio aider une cousine, et rencontre la famille Occhiena. Après la période de deuil, il demande la main de Marguerite Occhiena. Celle-ci accepte et ses parents sont d'accord, malgré la pauvreté de François Bosco, mais connaissant ses qualités chrétiennes et son tempérament travailleur.
Ils se marient à Capriglio le 6 juin 1812. Elle a vingt-quatre ans, et devient à la fois épouse et mère. Après le mariage, elle s'installe aux Becchi, dans la petite maison campagnarde de François Bosco, près de la ferme Biglione. Son mari ne veut pas rester simple fermier pour autrui, et voudrait avoir sa propre ferme. Il économise et achète un peu de terre, un peu de vignoble et quelques animaux, ainsi qu'un petit hangar à crédit, qu'il aménage en étable où il garde aussi les animaux de son beau-père. Il travaille dur pour rembourser ses dettes.
Marguerite met au monde en 1813 un premier fils, Joseph Bosco, puis un deuxième, Jean Bosco, qui naît le 16 août 1815. Mais son mari François Bosco meurt le 11 mai 1817, d'une pneumonie, la laissant veuve avec trois enfants.

### Veuve, difficultés
Veuve à 29 ans, Marguerite Bosco a la charge des trois enfants, Antoine, Joseph et Jean, âgés de 9 ans à 2 ans, et de sa belle-mère âgée et à moitié paralysée. Elle se retrouve avec des biens à peine suffisants pour survivre : un petit vignoble, un lopin de terre et une cabane servant d'étable, à transformer en habitation.
Elle travaille dur. Aidée par deux ouvriers agricoles, elle termine correctement la saison. Mais les propriétaires de la ferme jugent la récolte moindre qu'escompté, et poursuivent Marguerite en justice. Elle est condamnée à une amende de 22,5 lires.
Pendant de temps, Michel Occhiena, le frère de Marguerite, aménage l'étable en modeste logement. Marguerite s'y installe avec ses trois fils et leur grand-mère. Elle traverse alors sa période la plus difficile, ayant perdu son mari et leur maison, poursuivie en justice, et travaillant dur pour faire vivre la famille sur le lopin de terre laissé par son mari. 
Pendant la famine de 1817, elle décide de tuer le veau qui représentait le dernier recours. Les semaines et les années qui suivent, elle veille de près à limiter toute dépense. Ce n'est que l'année suivante qu'elle peut commencer à rembourser les frais d'obsèques de son mari et les frais de notaire, par des versements étalés sur plusieurs années.

### Éducation de ses enfants
Elle refuse de se séparer de ses enfants et tient à les élever elle-même. Son premier soin est de les instruire dans la foi chrétienne. Elle leur communique aussi la valeur de l'obéissance et veille à les tenir occupés par des tâches adaptées à leur âge. La première leçon qu'Antoine, Joseph et Jean reçoivent est celle de l'amour tendre et ferme de leur mère, qui allie la douceur à l'énergie. Ses enfants savent que quand elle dit « non » c'est « non ».

### Décès, postérité

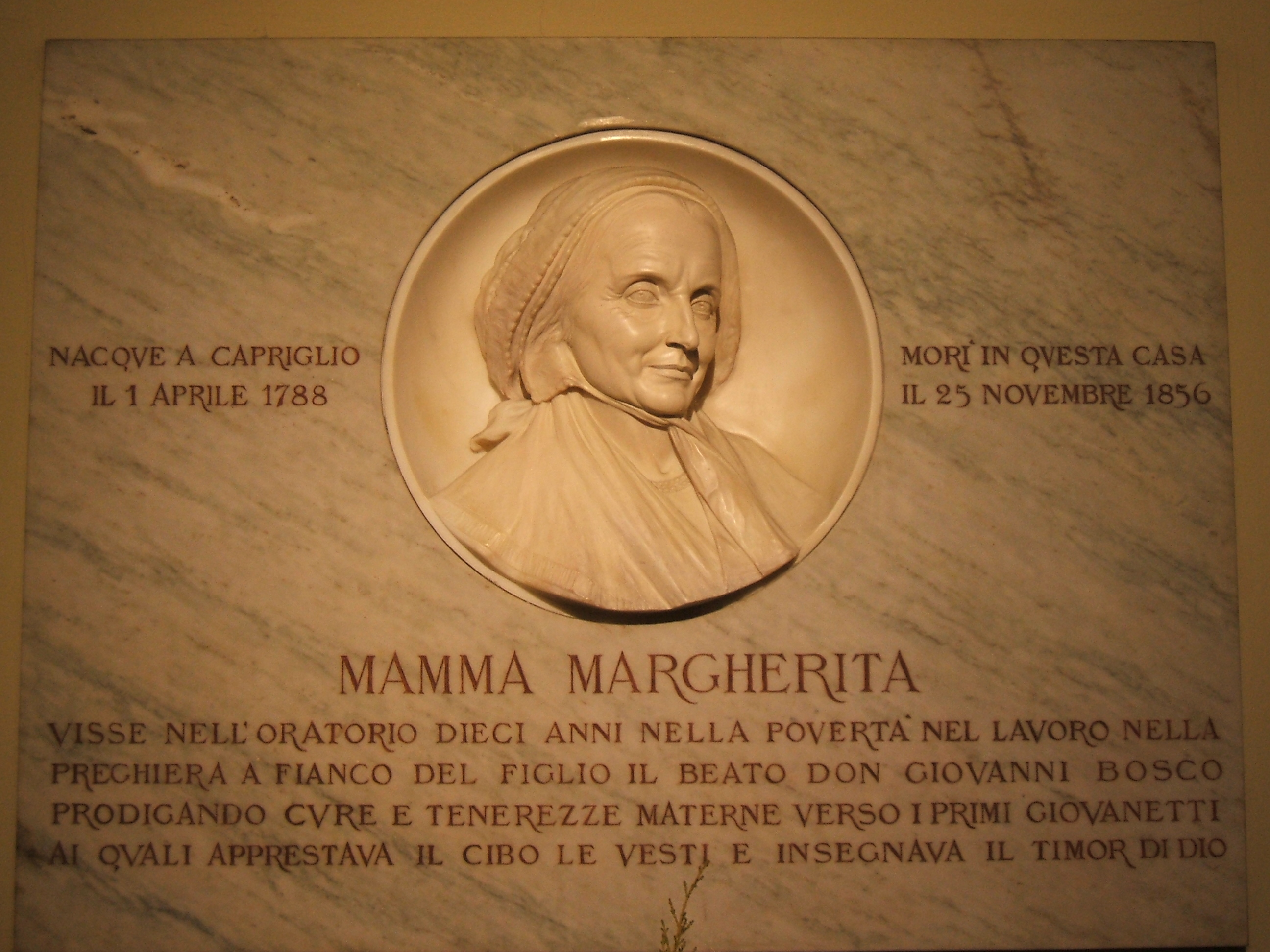
Plaque en l'honneur de « Mamma Margherita » (« Maman Marguerite »).